# Beaujeu (Rodano)
Beaujeu è un comune francese di 2 055 abitanti situato nel dipartimento del Rodano nella regione Alvernia-Rodano-Alpi.

## Storia
È una delle capitali storiche della contea del Beaujolais, regione che trae il suo nome da questa cittadina.

## Società

### Evoluzione demografica
Abitanti censiti